# Halifax (West Yorkshire)
Halifax ist eine knapp 90.000 Einwohner zählende Mittelstadt in der englischen Grafschaft West Yorkshire und Verwaltungssitz des Metropolitan Borough Calderdale.

## Lage
Halifax befindet sich im Südosten des Moorgebietes South Pennines nahe den Städten Bradford, Huddersfield und Rochdale. Liverpool und Hull sind ca. 100 km, und London, Edinburgh, Belfast, Dublin sowie Cardiff liegen rund 300 km entfernt. Die Stadt wird vom Fluss Calder durchflossen.

## Wirtschaft und Infrastruktur

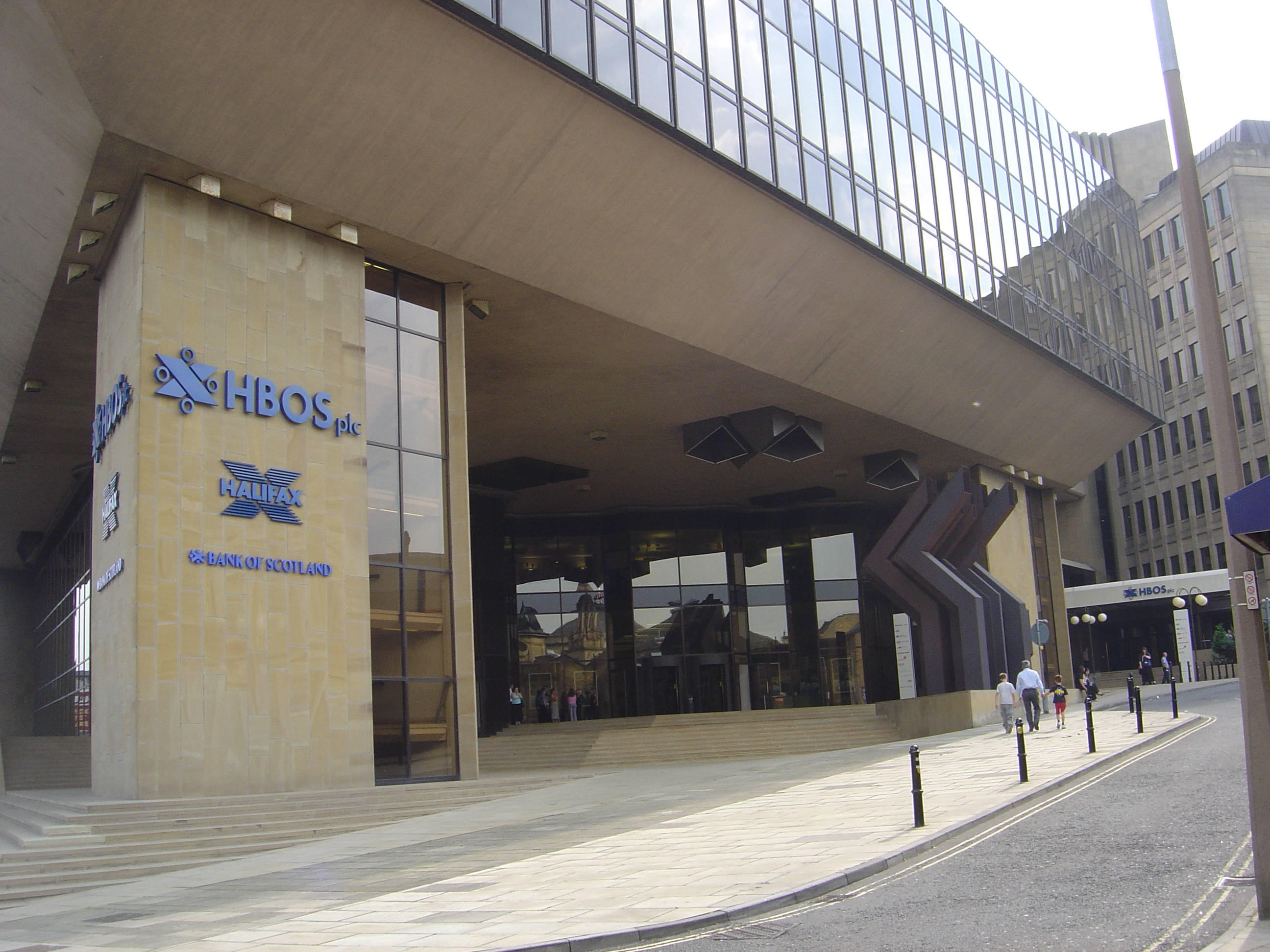
Ehemalige Zentrale der Bank Halifax

Die Stadt ist die Gründungsstätte der Bank Halifax, die seit 2008 der Lloyds Banking Group angehört. Neben der Finanzwirtschaft ist die Süßwarenherstellung ein wichtiger, seit 1890 traditionell gewachsener Erwerbszweig in Halifax. 1969 fusionierte das Unternehmen Rowntree’s aus York mit dem in Halifax ansässigen Familienbetrieb von John Mackintosh zu Rowntree Mackintosh. 1988 wurde der Hersteller von Nestlé übernommen. Er produziert verschiedene Sorten an Süßwaren, die zum Beispiel unter dem Markennamen Quality Street geführt werden.
Zuvor war Halifax eine Industriestadt, die sich auf den Maschinenbau, die Textilindustrie und die Teppichherstellung konzentrierte. Die Arbeitersiedlungen aus dieser Zeit existieren bis heute und stehen nun unter Denkmalschutz.

### Verkehr

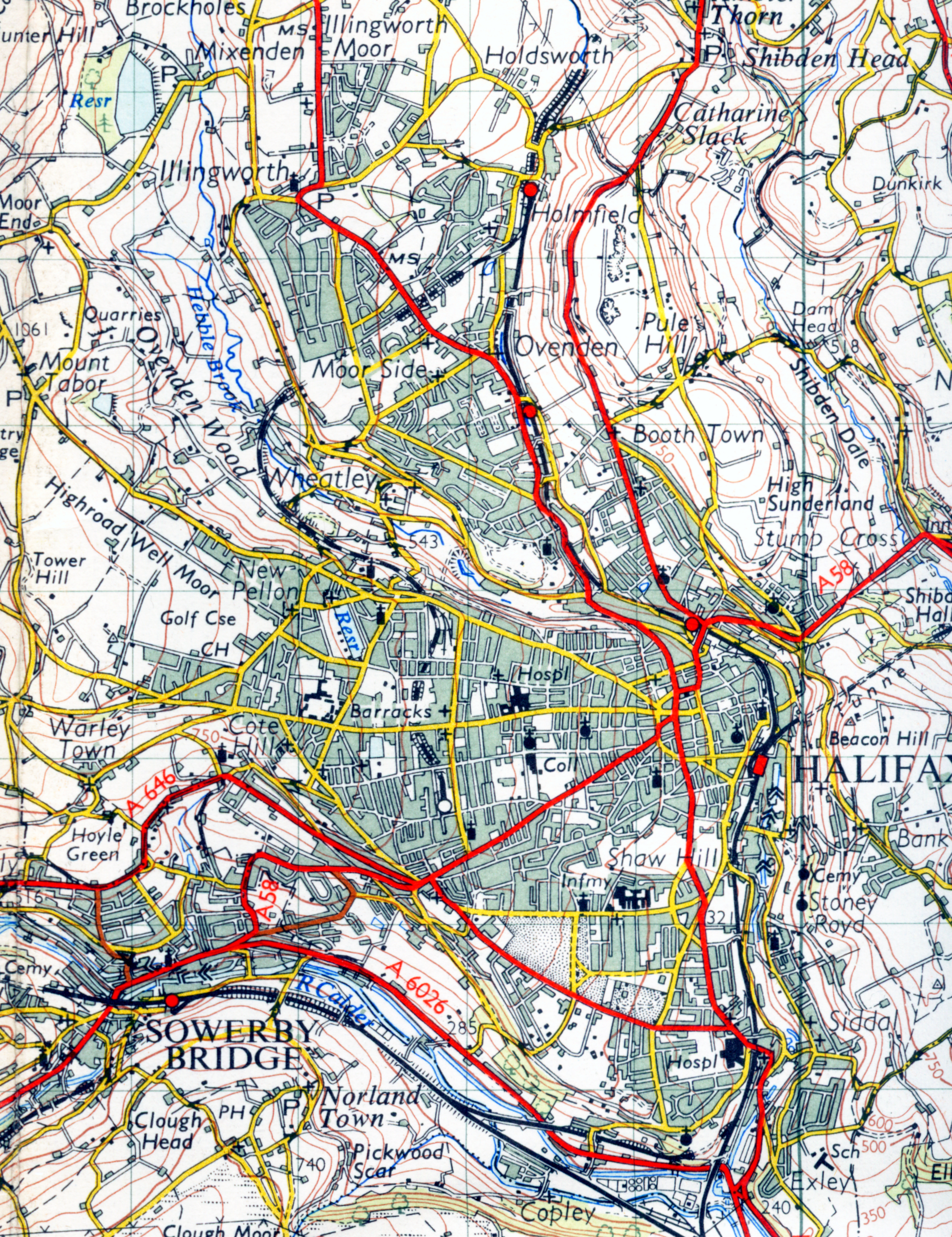
Karte von Halifax von 1954

Ansicht von Halifax im Jahre 1847: Lithographie von Henry Burn

Halifax befindet sich an den A-Straßen A58 (Prescot–Wetherby) sowie A629 (Rotherham–Skipton). Die A6036 verbindet Halifax mit Bradford. Anschluss an den M62 erhält man fünf Kilometer südlich über die A629 in Richtung Manchester und Liverpool sowie zehn Kilometer östlich über die A58 in Richtung Leeds und Hull.
Neben einigen innerstädtischen Buslinien existieren Busverbindungen nach Dewsbury, Wakefield, Bradford, Leeds, Rochdale und Burnley.
Der Bahnhof Halifax befindet sich an der Caldervale Line mit Direktverbindungen zum Bahnhof Manchester Victoria, nach York, nach Selby über Bradford und Leeds, nach Blackpool, nach Huddersfield und Wakefield über Brighouse sowie zum Londoner Bahnhof King’s Cross. Die Londoner Verbindung wird von East Coast betrieben, alle anderen von Northern Rail.
Die frühere Eisenbahnstrecke Richtung Norden nach Keighley, die einen weiteren Abzweig nach Bradford über Queensbury besaß, wurde 1955 stillgelegt. Die Route besitzt viele Tunnel sowie hohe Viadukte und wird heute als Wander- und Radweg genutzt.

## Geschichte

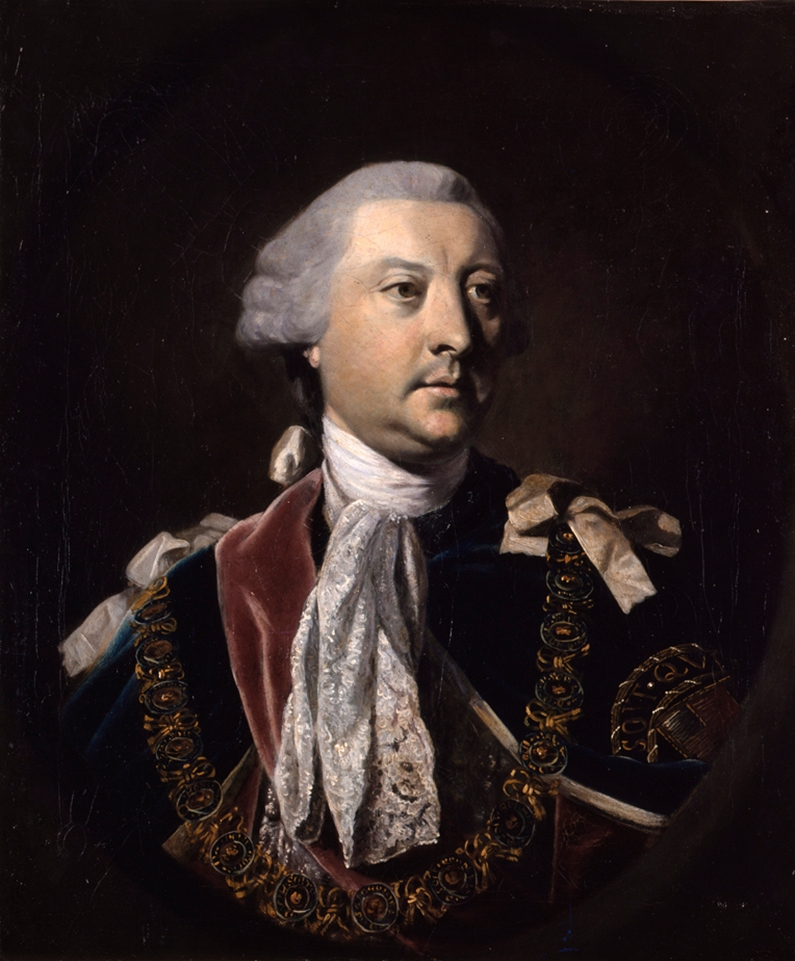
George Montagu-Dunk

Wahrscheinlich entstammt der Name „Halifax“ den altenglischen Worten holy und face, was auf die alte Legende hindeutet, dass hier der Kopf Johannes des Täufers nach dessen Hinrichtung begraben sein soll. Die Legende hat sich auch auf das Stadtwappen übertragen, welches den Heiligen abbildet.
Der erste Earl of Halifax war George Savile, der zuvor zum Markgraf erhoben wurde und sich 1677 diesen Titel aneignete. George Montagu-Dunk wurde im Jahr 1748 zum President of the Board of Trade ernannt; 1749 war er der Mitbegründer der Stadt Halifax in Kanada, die nach ihrem englischen Vorbild benannt wurde.
Die Geschichte des Münsters von Halifax geht bis auf das 12. Jahrhundert zurück. Das Münster wurde Johannes dem Täufer geweiht. Der Astronom und Entdecker des Uranus, Wilhelm Herschel, war 1766 der erste Organist in der Kirche. Halifax war für sein Fallbeil, einen Vorläufer der Guillotine berüchtigt, das zum letzten Mal 1650 eingesetzt wurde. Eine Nachbildung davon wurde in der Gibbet Street („Galgenstraße“) errichtet.

## Politik
Mit dem Local Government Act 1888 wurde Halifax ab 1889 zu einem County Borough erklärt. Seit 1974 ist Halifax der administrative Sitz des Metropolitan Borough Calderdale.

## Kultur und Sehenswürdigkeiten

### Bauwerke

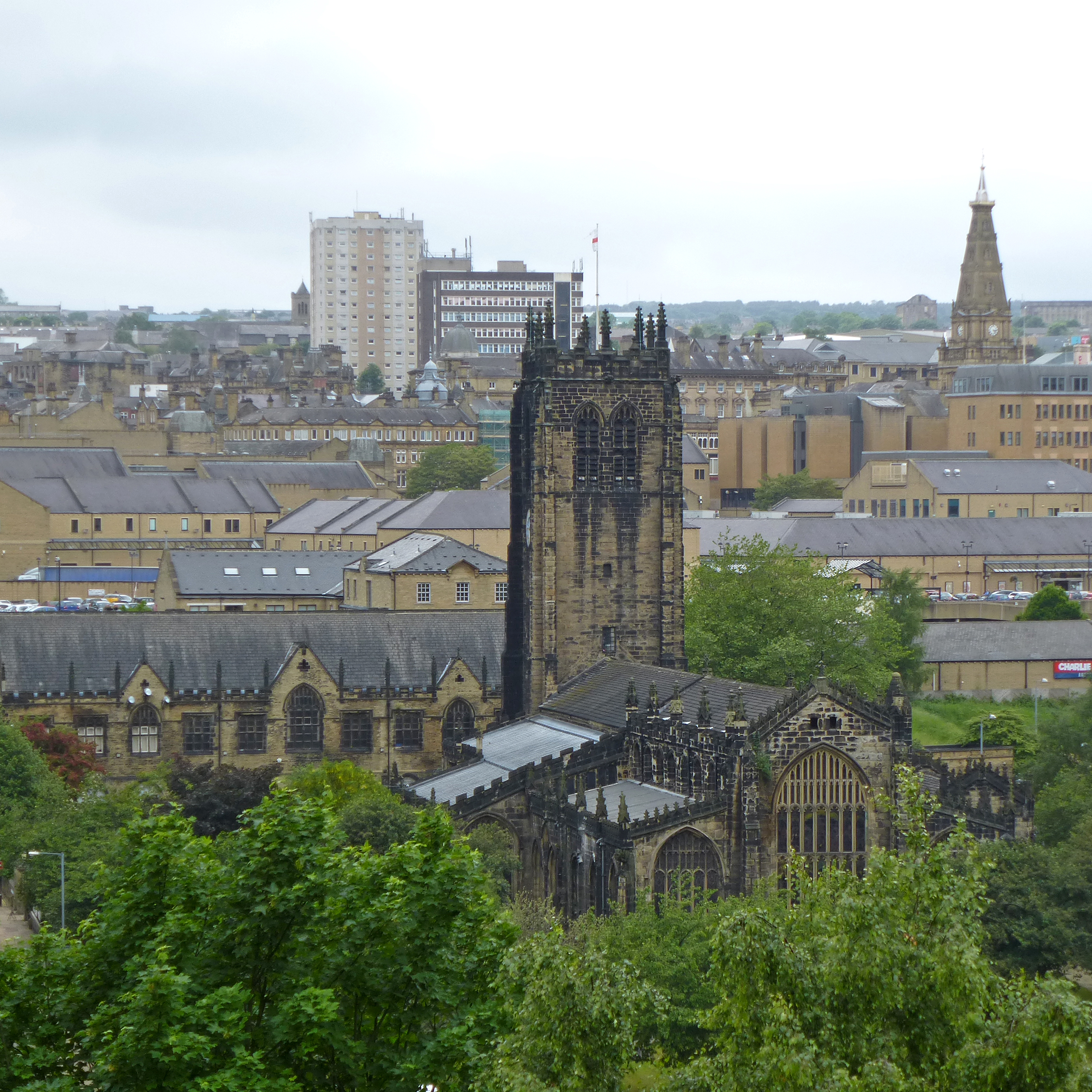
Halifax und sein Minster

- Bedeutendstes Bauwerk der Stadt ist das im 15. Jahrhundert im einheitlichen Perpendicular Style erbaute Minster.
- Das Heath-Gymnasium ist 1585 und die Piece Hall mit 300 Räumen im Jahr 1779 zur Ausstellung und zum Verkauf von Stoffen eröffnet worden.
- Der Marktplatz ist von viktorianischen Bauten gesäumt.
- Die North Bridge ist eine viktorianische Straßenbrücke aus Eisen und Stein. Sie überquert das Tal des River Hebble und verbindet die Stadt mit den Straßen nach Bradford und Leeds.
- Das 1863 erbaute Rathaus wurde vom berühmten Architekten Charles Barry entworfen, der unter anderem auch den Palace of Westminster entwarf.

### Musik
- Die Bands Paradise Lost und My Dying Bride sind in Halifax beheimatet.
- Ed Sheeran verbrachte die ersten Jahre seines Lebens in Halifax.

### Sport

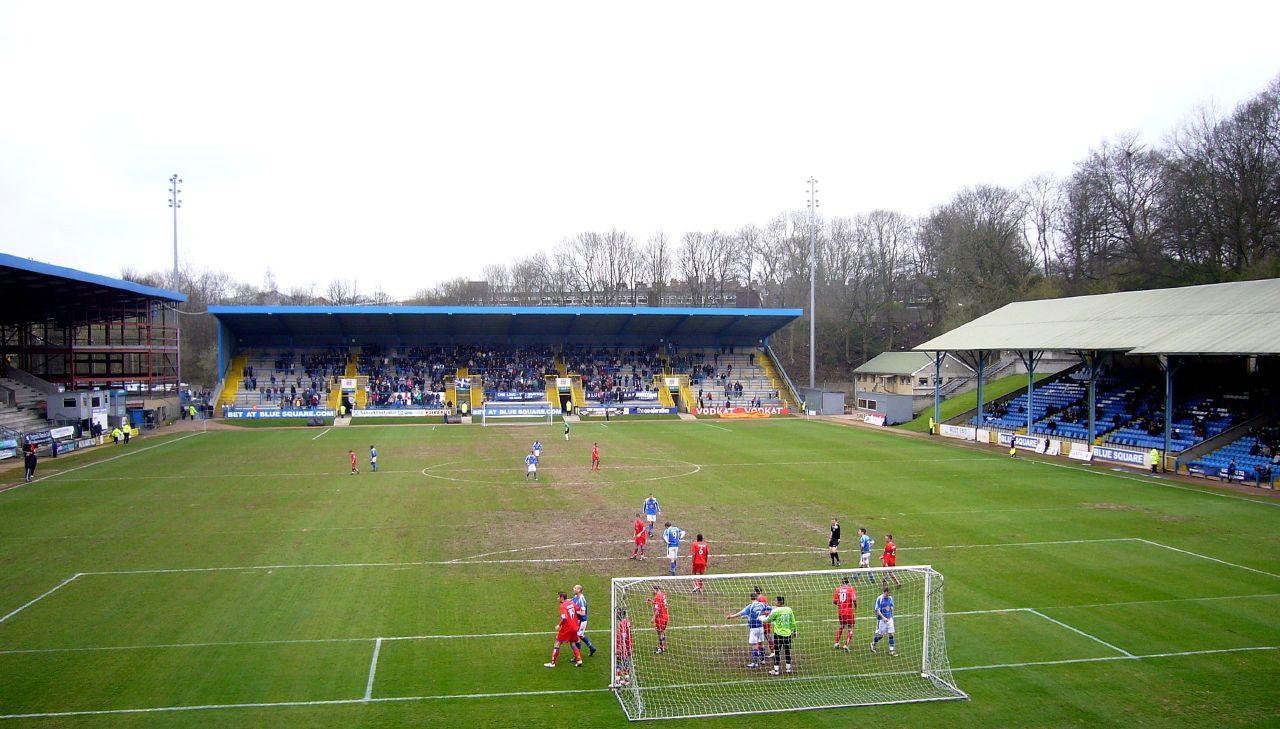
Fußballstadion The Shay

In Halifax ist der Rugby-League-Verein Halifax RLFC beheimatet, der in der zweitklassigen Rugby Football League Championship spielt. Der FC Halifax Town ist der Nachfolger des Fußballvereins Halifax Town, der 2008 in Konkurs ging und aufgelöst wurde. Der Klub spielt derzeit in der siebtklassigen Northern Premier League Premier Division. Die beiden Vereine teilen sich das Stadion The Shay, welches eine Kapazität von 14.000 Zuschauern besitzt.
Der Speedway-Sport wurde 1928 erstmals in Halifax ausgetragen. Von 1949 bis 1951 wurden die Rennen im The Shay-Stadion ausgetragen. Es war die Heimstätte der Halifax Dukes, die bis 1949 in der National League Third Division fuhren und 1950 in die Second Division aufstiegen. 1952 wechselten sie ins Odsal Stadium nach Bradford und The Shay wurde in ein reines Rugby- und Fußballstadion umgewandelt. 1965 waren die Dukes ein Mitglied der neu gegründeten British League.

## Städtepartnerschaft
Halifax unterhält eine Städtepartnerschaft mit Aachen in Nordrhein-Westfalen.

## Persönlichkeiten
Söhne und Töchter der Stadt
- David Hartley (1705–1757), Philosoph und Psychologe, Begründer der Assoziationspsychologie
- William Fawcett (1728–1804), Offizier
- Jesse Ramsden (1735–1800), Optiker und Hersteller mathematischer und optischer Instrumente
- Benjamin Frobisher (1742–1787), Fellhändler
- Anne Lister (1791–1840), lesbische Tagebuchverfasserin und Landbesitzerin
- James Stansfeld (1820–1898), Politiker
- Alfred Crossley (1839–1877), Naturforscher und Taxidermist
- Tom Emmett (1841–1904), Cricketspieler
- William Edward Soothill (1861–1935), Missionar und Sinologe
- Herbert Akroyd Stuart (1864–1927), Erfinder
- John Henry Whitley (1866–1935), britischer Politiker der Liberal Party, Sprecher des Unterhauses und Vorsitzender der BBC
- Ernest Lister (1870–1919), US-amerikanischer Politiker, 1913–1919 Gouverneur von Washington (Bundesstaat)
- Matthew Smith (1879–1959), Maler
- George Dyson (1883–1964), Komponist
- George Webster (1885–1941), Schwimmer
- Percy Shaw (1890–1976), Erfinder des Katzenauges
- Ralph Winston Fox (1900–1936), Historiker, Literaturwissenschaftler und Schriftsteller
- Annie Broadbent (1908–1996), Turnerin
- Amy Jagger (1908–1993), Turnerin
- Arthur Edward Ellis (1914–1999), Fußballschiedsrichter
- Don Lang, geborener Gordon Langhorn (1925–1992), Jazzmusiker, Rock-’n’-Roll-Sänger und Bandleader
- Oliver Smithies (1925–2017), Genetiker und Träger des Nobelpreises für Medizin im Jahre 2007
- John Alan Robinson (1930–2016), Philosoph und Logiker
- Barrie Ingham (1932–2015), Schauspieler und Sänger
- Barry Seal (* 1937), Politiker, Labour-Mitglied
- Patrick Woodroffe (1940–2014), Künstler
- John E. Walker (* 1941), Molekularbiologe und 1997 Nobelpreisträger für Chemie
- Susan Hockey (* 1946), Computerlinguistin und Hochschullehrerin
- John Lawton (1946–2021), Rock’n’Roll-Sänger
- John Pawson (* 1949), Architekt
- Steven G. Ellis (* 1950), Historiker und Hochschullehrer
- Susan Gillingham (* 1951), anglikanische Bibelwissenschaftlerin
- Peter F. E. Sloane (* 1954), Wirtschaftspädagoge
- Philip Moger (* 1955), römisch-katholischer Geistlicher und Weihbischof in Southwark
- Kate Thompson (* 1956), Schriftstellerin
- Steven Croft (* 1957), Kleriker und Bischof
- Kenny Carter (1961–1986), Speedwayfahrer
- Sandra Lister (* 1961), Hockeyspielerin
- Howard Greenhalgh (* 1963), Filmregisseur für Musikvideos und Werbefilme
- Martyn Grimley (* 1963), Hockeyspieler
- Craig Fleming (* 1971), Fußballspieler
- Andy McDermott (* 1974), Thrillerautor
- Paddy Kenny (* 1978), Fußballspieler
- Charlie Hodgson (* 1980), Rugbyspieler
- Nathan Clarke (* 1983), Fußballspieler
- Catherine Ashcroft (* 1988), Instrumentalmusikerin
- Lee Tuck (* 1988), Fußballspieler
- Ed Sheeran (* 1991), Musiker
- Robert Scott (* 1998), Radrennfahrer
- Max Burgin (* 2002), Mittelstreckenläufer
- Ewan Horrocks (* 2002), Schauspieler